# Calycogonium calycopteris
Calycogonium calycopteris là một loài thực vật có hoa trong họ Mua. Loài này được (Rich.) Urb. mô tả khoa học đầu tiên năm 1917.